# Klokočevac (Chorwacja)
Klokočevac – wieś w Chorwacji, w żupanii bielowarsko-bilogorskiej, w mieście Bjelovar. W 2011 roku liczyła 828 mieszkańców.